# Valor biológico
El valor biológico (denominado abreviadamente BV del inglés Biological Value o VB) es la medida de la absorción y síntesis en el cuerpo de la proteína procedente de la ingesta de alimentos. Las proteínas son la mayor fuente de nitrógeno en el cuerpo. La metabolización de las proteínas forma parte de un equilibrio: el cuerpo absorbe lo que necesita y el resto lo excreta de múltiples formas. El valor biológico es la fracción de nitrógeno absorbido y retenido por el organismo y representa la capacidad máxima de utilización de una proteína.
Se suele mencionar en la literatura a veces como calidad de una proteína: las de mayor calidad poseen mayor valor biológico y por lo tanto son mejores para captar proteína....
Las proteínas poseen valores biológicos diferentes dependiendo de la fuente, por ejemplo las proteínas de la soja poseen un valor biológico inferior al de la carne roja. Los valores de las proteínas se pueden cambiar con combinaciones especiales de alimentos. La proteína con mayor valor biológico probado es la del huevo.

## Determinación del VB
No existe una forma directa de medir el valor biológico de una proteína. Para una determinación precisa del valor biológico de una proteína, es necesario mantener bajo control las variables que afectan al metabolismo de las proteínas:
1. El organismo a estudiar debe consumir la proteína o la mezcla de proteínas a analizar (la dieta-test).
2. La dieta-test no debe contener otras fuentes de nitrógeno.
3. La dieta-test debe evitar que la proteína sea una fuente primaria de energía.

Las condiciones de prueba requieren que la dieta-test se mantenga bajo estricto control al menos durante una semana. El ayuno previo al test ayuda a la consistencia de los datos tomados entre los diferentes sujetos.

### Porcentaje de empleo
El valor biológico se determina según esta fórmula.
BV = ( Nr / Na ) * 100
Donde se tiene que:
Na = es el nitrógeno absorbido en las proteínas procedentes de la dieta-test
Nr = es el nitrógeno incorporado al cuerpo
Como, sin embargo, la medida directa de Nr es prácticamente imposible, se realizan medidas de otras magnitudes que miden el valor biológico de forma indirecta, mediante el análisis cuantitativo de nitrógeno excretado en la orina. En algunas ocasiones el nitrógeno excretado en las heces fecales se tiene también en cuenta. En todos los casos la proteína excretada no ha sido empleada por el cuerpo y por lo tanto no es incluida en el cálculo del valor biológico.
BV = ( ( Ni - Ne(f) - Ne(u) - Nb ) / Ni - Ne(f) ) * 100
Donde:
Ni = es el nitrógeno ingerido en las proteínas procedentes de la dieta-test
Ne(f) = nitrógeno excretado en heces
Ne(u) = nitrógeno excretado en orina
Nb = nitrógeno excretado en una dieta libre de proteína
Es de notar que:
Nr = Ni - Ne(f) - Ne(u) - Nb
Na  = Ni - Ne(f)
Esto hace que el valor biológico sea un número entre 0 y 100, pudiendo incluir los números negativos. Por ejemplo, un valor de VB igual a 100% indica una completa utilización de la proteína dietética, es decir 100% de la proteína ingerida es empleada en el cuerpo. Los valores negativos son posibles e indican que se excreta más proteína de la que se ingiere: todas las dietas no-nitrogenadas poseen un valor biológico negativo. El valor de 100% es un máximo absoluto ya que no puede ser empleada más proteína de la digerida (en la ecuación susodicha Ne(u), Ne(f) y Nb no puede ser negativo si se ha fijado el 100% como el máximo valor de VB).